# سکه‌های سبک ساسانی طبرستان

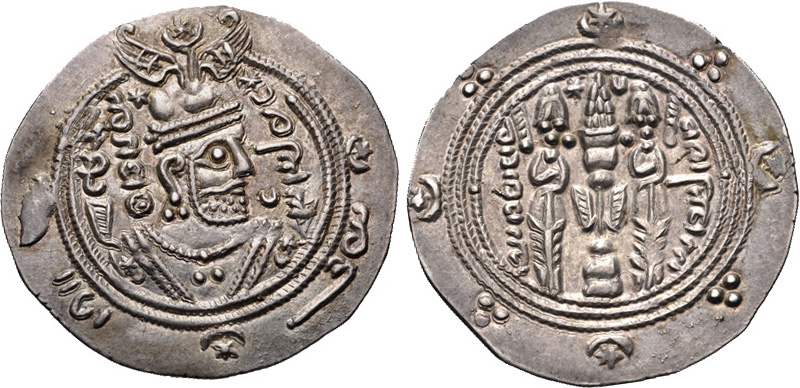
اسپهبد فرخان بزرگ

سکه‌های سبک ساسانی تبرستان اصطلاحی است که در مورد سکه‌های ضرب شده در زمان حکومت گاوبارگان در تبرستان و آغاز اسلام در ایران به کار می‌رود. این سکه‌ها دارای تمامی مختصات سکه‌های ساسانی است اما وزن و اندازهٔ آن تغییر یافته‌است. سکه‌های طبرستان در این دوره از نقره ساخته می‌شد، درهم نام دارد اما اندازه آن از درهم ساسانی کوچکتر است. گرچه این سکه‌ها را نیم درمی می‌خوانند اما در حقیقت چهار دانگ درهم ساسانی است. محل ضرب در سکه‌ها تپورستان ذکر شده‌است.
تاریخ آغاز حکومت گاوبارگان در تبرستان از سال ۶۴۲ میلادی برابر با ۱۵۴ تبری می‌باشد ولی ضرب سکه اسپهبدان تبرستان از سال ۷۱۱ میلادی برابر با سال ۲۲۳ تبری که با شروع
فرمانروایی فرُخان بزرگ آغاز و به آخرین سال حکومت اسپهبد خورشید یعنی سال ۷۶۱ میلادی برابر ۲۷۳ تبری پایان می‌یابد؛ لازم به یادآوری است که آغاز سال تبری برابر است با تاج گذاری قباد یکم ساسانی و فرستادن پسر بزرگش کیوس در سال ۴۸۸ میلادی به تپورستان می‌باشد؛ بنابراین سکه‌های تبرستانی در مجموع به‌مدت دو دوره ۵۰ سال و ۲۵ سال به سبک ساسانی ضرب شد و خط بکار رفته در آن خط پهلوی می‌باشد و به دو دوره تقسیم می‌شود:
- دوره اسپهبدان ۵۰ سال از ۲۲۳ تا ۲۷۳ تبرستانی
- دوره حکام خلفا ۲۵ سال از ۲۷۳ تا ۲۹۸ تبرستانی
- دوره بازپس‌گیری از تازیان ۲۹۸ تبری تا پادشاهی شاه عباس صفوی که تبرستان و بعدها مازندران به صورت مستقل حکومت و اداره می‌شد.

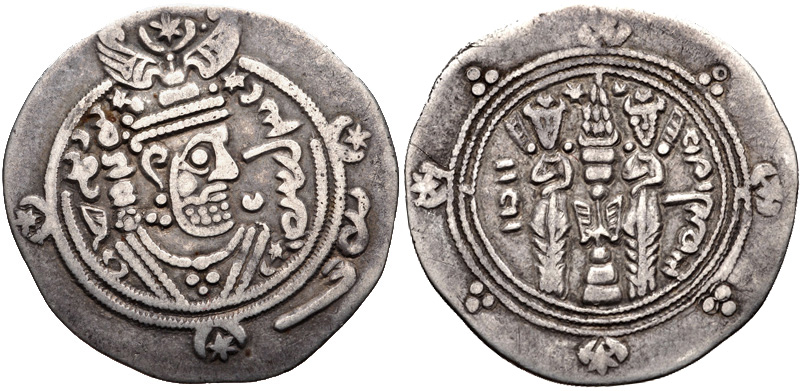
اسپهبد خورشید. واژهٔ ʾpzwt (افزود) در روی سکه سمت چپ چهره به خط پهلوی کتابی به چشم می‌خورد.

حکام خلفا نیز به رسم اسپهبدان سکه می‌زدند و اگر هم نام خود را بر آن نمی‌نهادند باز چهرهٔ خسرو دوم را با عبارت «افزود» به جای نام به کار می‌بردند.

## تاریخچه
پس از سقوط دولت ساسانی و کشته شدن یزدگرد سوم در مرو، در سال ۶۵۲ میلادی ضرب سکه‌های ساسانی در شمال ایران به وسیله یکی از خاندان‌های بزرگ محلی به نام گاوبارگان ادامه یافت. آنان از نسل جاماسپ پادشاه ساسانی بودند که بین سال‌های ۴۸۹–۵۰۱ بر ایران حکومت می‌کرد. این سلسله به مدت ۱۱۹ سال (۶۴۲–۷۶۱ میلادی) بر تبرستان حکومت می‌کرد. نخستین فرمانروای این سلسله ملقب به گیل ملقب به «گاوباره» بود که بر رویان و گیلان فرمان می‌راند و ادعا می‌کرد که فرمانروایی آن خطه را یزدگرد سوم به او داده‌است پس از گیل فرزندش دابویه جانشین او گردید و سپس فرخان، دازمهر و فرُخان کوچک و اسپهبد خورشید به ترتیب حکومت کردند. از گیل و دابویه هنوز سکه‌ای یافت نشده، احتمال دارد که ضرب سکه از زمان فرخان آغاز شده باشد. از فرخان، دازمهر و خورشید سکه‌های زیبا و متعددی در دست است.

## مشخصات سکه‌های تبرستانی
پس از استیلای تازیان بر ایران، در مازندران راه و رسم ساسانیان ادامه یافت و آئین زردشت همچنان برقرار بود. اسپهبد فرخان که نوه جاماسب و ساسانی بود، پنجاه و نه سال پس از کشته شدن یزدگرد یعنی از سال ۹۳ هجری که برابر ۷۱۱ میلادی و ۸۰ یزدگردی بود ضرب سکه را به روش ساسانیان پیگیری کرد. سکه‌های او بجز در مورد سال و محل ضرب و اندازه سکه، از نظر طرح کلی هیچگونه اختلافی با سکه آخرین شهریاران ساسانی ندارد. در روی سکه چهره او را می‌بینیم که متوجه راست است، تاج ساسانی با دو پر عقاب که در وسط آن ماه و ستاره است به سر دارد، در سه سمت دیگر روی سکه ماه و ستاره زینت افزای این طرح زیباست. بر گوش، گوشواره، بر شانه ماه و ستاره و شرابه، بر گردن طوق مروارید دارد. در پشت سرش به رسم ساسانیان عبارت نیایش مخصوص «آرمان افزود» را می‌بینیم که مانند نوشته‌های پشت و روی سکه همگی به خط زیبای پهلوی است. در سمت راست در حاشیه به آئین سکه‌های خسرو پرویز کلمه «اپد» را به خط پهلوی می‌بینیم که حکایت از آبادانی می‌کند و در مقابل آن خط پهلوی «نوجین» بمعنی «ضرب جدید یا تاریخ جدید» به چشم می‌خورد. این کلمه را تاکنون سکه شناسان خارجی «نا آک» یعنی بی عیب خوانده‌اند که اشتباه است. نام او روبروی چهره اوست. در متن پشت سکه اسپهبد، در سه حلقه، آتشکده یا آتشدان را می‌بینیم؛ که در دو سوی آن دو هیربد به آئین ایستاده‌اند، در بالا، پائین و طرفین حاشیه ماه و ستاره جلوه گری می‌کنند و در فواصل بین آن‌ها سه نقطه را مثلث وار مشاهد ه می‌کنیم. سال ضرب سکه در سمت چپ متن دیده می‌شود که بتاریخ یزدگردی جدید یا طبرستانی است که مبدأ آن از سال کشته شدن یزدگرد است.
جنس سکه‌های تبری از نقره و برنز عمدتاً از جنس نقره هستند. بر روی سکه تصویر خسرو پرویز در حالی که به سمت راست می‌نگرد نقش گردیده‌است این نقش مربوط به سال‌های آخر سلطنت خسرو است که از روی آخرین سکه‌های او طراحی و اقتباس گردیده‌است. در مقابل تصویر نام فرمانروای تبرستان به خط پهلوی نوشته شده، در پشت سر تصویر فرمانروا، عبارت «فَرافزود» به چشم می‌خورد. تصویر فرمانروا در دو قاب دایره شکل محصور گردیده روی سکه در حاشیه خارج دایره‌ها با تصویر ماه و ستاره و تشتر که از سمبل‌های دین زرتشت هستند مزین گردیده‌است. همچنین در حاشیه خارجی اغلب سکه‌ها کلمه «اَپَد» به معنی آبادانی به خط پهلوی ساسانی نوشته شده‌است. پشت سکه کاملاً از سکه‌های اواخر ساسانی اقتباس شده در پشت سکه آتشدانی دیده می‌شود که آتش مقدس بر روی آن در حال اشتعال است و دو روحانی نگهبان آتش در طرفین آتشدان در حالی که برسم در دست دارند دیده می‌شوند. در طرف چپ در حاشیه داخلی پشت سکه سال ضرب سکه به تاریخ تبری به خط پهلوی نوشته شده‌است. برای گاهشماری، گاوبارگان تاریخ مرگ یزدگرد سوم را مبدأ تاریخ اختیار کردند که مطابق با سال ۶۵۲ میلادی و ۳۲ ه‍.ق و سال ۲۱ سال یزدگردی است. در سمت راست نام ضرابخانه که به نام تبرستان (تپورستان) است دیده می‌شود. حاشیه خارجی پشت سکه نیز همانند سکه‌های اواخر ساسانی با نقش ماه و ستاره تزیین شده علاوه بر آن به‌طور قرینه در فواصل بین ماه و ستاره سه نقطه نقش شده که در سکه‌های ساسانی دیده نمی‌شود و احتمالاً نمادهای مذهبی است.

## محل ضرب
در مورد محل مربوط به ضرابخانه‌های طبرستان گفته شده‌است.
به گفته چراغعلی اعظمی سنگسری محل ضرب تپورستان ذکر شده‌است و نظر به اینکه پایتخت او ساری بوده‌است، جای دقیق ضرب باید همان ساری باشد
آمل نیز جزو شهرهایی بود که دارای ضرابخانه مستقل بود که به اختصار «ام» علامت شهر آمل بود. به استناد از تاریخ و باستان شناسی مازندران، سکه‌های اسپهبدان طبرستان و دوره عرب و ساسانی، در ضرابخانه آمل ضرب می‌شد.